# Coppa CEV 1996-1997 (femminile)
La Coppa CEV di pallavolo femminile 1996-1997 è stata la 17ª edizione del terzo torneo pallavolistico europeo per squadre di club; iniziata con la fase preliminare il 29 novembre 1996, si è conclusa con la final-four il 1º marzo 1997. Al torneo hanno partecipato 40 squadre e la vittoria finale è andata per la seconda volta alla Colli Aniene Roma.

## Squadre partecipanti
| - AMVJ - VakıfBank - Panathīnaïkos - Atlant Baranoviči - Bartréng - Benidorm - Kovrovschik Brest - Vasas - Calais - Cheseaux | - Teuta - Uraločka - Elbasani - Hapoël Emek Hefer - Romanelli - Galatasaray - Holte - Penicilina Iași - Hakiryatim Kiryat Haim - Klagenfurt | - OK Lukavac - Mamer - Rossy Mosca - Novo Mesto - Dynamo-Dženestra - Boavista - Pula - Rijeka - Canottieri Aniene - Filathlītikos Salonicco | - Schweriner - Schwerte - Tenerife - Datovoc Tongeren - Vilacondense - Villebon - VC Wolfurt - Mosan Yvoir - Orbita - Zrenjanin 023 |

## Primo turno

### Squadre qualificate
| - Panathīnaïkos - Calais - Romanelli - Boavista - Filathlītikos Salonicco - Schwerte - Rijeka - Orbita |

## Ottavi di finale

### Squadre qualificate
- VakıfBank
- Calais
- Romanelli
- Galatasaray
- Rijeka
- Canottieri Aniene
- Schweriner
- Orbita

## Quarti di finale

### Squadre qualificate
| - Calais - Romanelli - Galatasaray - Canottieri Aniene |

## Final-four
Le semifinali si sono giocate il 28 febbraio mentre le finali per il terzo e il primo posto il 1º marzo.

### Finali 1º - 3º posto
|  | Semifinali        | Semifinali        | Semifinali        |                   |           | Finale 1º/2º posto | Finale 1º/2º posto | Finale 1º/2º posto |  |
|  |                   |                   |                   |                   |           |                    |                    |                    |  |
|  | Romanelli         | Romanelli         | 3                 |                   |           |                    |                    |                    |  |
|  | Romanelli         | Romanelli         | 3                 |                   |           |                    |                    |                    |  |
|  | Calais            | Calais            | 0                 |                   |           |                    |                    |                    |  |
|  | Calais            | Calais            | 0                 |                   | Romanelli | Romanelli          | 2                  |                    |  |
|  |                   |                   |                   |                   | Romanelli | Romanelli          | 2                  |                    |  |
|  |                   |                   | Canottieri Aniene | Canottieri Aniene | 3         |                    |                    |                    |  |
|  | Canottieri Aniene | Canottieri Aniene | Canottieri Aniene | Canottieri Aniene | 3         | 3                  |                    |                    |  |
|  | Canottieri Aniene | Canottieri Aniene |                   |                   |           | 3                  |                    |                    |  |
|  | Galatasaray       | Galatasaray       | 0                 |                   |           | Finale 3º/4º posto | Finale 3º/4º posto | Finale 3º/4º posto |  |
|  | Galatasaray       | Galatasaray       | 0                 |                   |           |                    |                    |                    |  |
|  |                   |                   |                   |                   |           |                    |                    |                    |  |
|  |                   |                   |                   |                   |           | Calais             | Calais             | 2                  |  |
|  |                   |                   |                   |                   |           | Calais             | Calais             | 2                  |  |
|  |                   |                   |                   |                   |           | Galatasaray        | Galatasaray        | 3                  |  |